# Dolina Wiaru
Dolina Wiaru – transgraniczny mikroregion, złożony z polskich gmin Bircza i Fredropol, oraz ukraińskiego rejonu starosamborskiego. Wchodzi w skład Euroregionu Karpackiego.
Umowa pomiędzy gminami Bircza i Fredropol została podpisana w 2005, natomiast w 2006 dołączył rejon starosamborski.
Jednym z pierwszych zadań mikroregionu będą starania o ponowne otwarcie i rozbudowę drogowego przejścia granicznego Malhowice-Niżankowice.
.
Obecnie (2008) mikroregion w rzeczywistości nie funkcjonuje, większość z jego funkcji przejęła Lokalna Organizacja Turystyczna „Wrota Karpat Wschodnich”.